# Amazuppai Haru ni Sakura Saku

Amazuppai Haru ni Sakura Saku (甘酸っぱい春にサクラサク) est une chanson japonaise qui donne son titre à deux singles différents, tous deux sortis en 2011 le même jour et attribués à Berryz Kōbō x Cute (Berryz工房×℃-ute) alias Berikyū (ベリキュー), collaboration ponctuelle entre les groupes affiliés du Hello! Project Berryz Kōbō et Cute. Chacun des deux singles est dédié à l'un des deux groupes.

## Single dédié à Berryz Kobo
Singles par Berryz Kōbō
Aa, Yo ga Akeru
(2011) Be Genki -Naseba Naru!-
(2012)
Amazuppai Haru ni Sakura Saku (甘酸っぱい春にサクラサク) est un single spécial du groupe Berryz Kōbō, en collaboration avec le groupe Cute.

### Présentation
Le single sort le 9 novembre 2011 au Japon sous le label Piccolo Town, écrit et produit par Tsunku. Il atteint la 8e place du classement Oricon, et reste classé pendant trois semaines. Sa pochette représente les deux groupes ensemble, les membres de Berryz Kōbō posant en premier plan. Il sort également dans deux éditions limitées notées "A" (avec un DVD en supplément) et "B", et dans une édition limitée "Event V" (DVD) mise en vente lors de prestations du groupe, avec des pochettes différentes et des DVD mettant Berryz Kōbō en avant.
La chanson-titre est utilisée comme thème de fin du film d'horreur Ōsama Game dont les membres des deux groupes sont les vedettes ; elle figurera d'abord sur la compilation de fin d'année du Hello! Project Petit Best 12, puis sur l'album de Berryz Kōbō Ai no Album 8 de février 2012, ainsi que sur le septième album de Cute.
La chanson en "face B", Tanjun Sugi na no Watashi..., est uniquement interprétée par Berryz Kōbō. Une autre version du single dédiée à Cute sort le même jour, mais avec une "face B", des DVD et des pochettes différentes.

### Membres de Berryz Kobo
- Saki Shimizu
- Momoko Tsugunaga
- Chinami Tokunaga
- Māsa Sudō
- Miyabi Natsuyaki
- Yurina Kumai
- Risako Sugaya

### Liste des titres
Single CD
1. Amazuppai Haru ni Sakura Saku (甘酸っぱい春にサクラサク?)
2. Tanjun Sugi na no Watashi... (単純すぎなの私・・・?) (par Berryz Kōbō)
3. Amazuppai Haru ni Sakura Saku (Instrumental) (甘酸っぱい春にサクラサク...?)

DVD de l'édition limitée A
1. Amazuppai Haru ni Sakura Saku (Berryz Kōbō Ver.) (甘酸っぱい春にサクラサク) (Berryz工房 Ver.?)

DVD de l'édition Event V
1. Amazuppai Haru Ni Sakura Saku (Shimizu Saki Solo Ver.)
2. Amazuppai Haru Ni Sakura Saku (Tsugunaga Momoko Solo Ver.)
3. Amazuppai Haru Ni Sakura Saku (Tokunaga Chinami Solo Ver.)
4. Amazuppai Haru Ni Sakura Saku (Sudō Māsa Solo Ver.)
5. Amazuppai Haru Ni Sakura Saku (Natsuyaki Miyabi Solo Ver.)
6. Amazuppai Haru Ni Sakura Saku (Kumai Yutina Solo Ver.)
7. Amazuppai Haru Ni Sakura Saku (Sugaya Risako Solo Ver.)

## Single dédié à C-ute
Singles par Cute
Sekaiichi Happy na Onna no Ko
(2011) Kimi wa Jitensha Watashi wa (...)
(2012)
Amazuppai Haru ni Sakura Saku (甘酸っぱい春にサクラサク) est un single spécial du groupe Cute, en collaboration avec le groupe Berryz Kōbō.

### Présentation
Le single sort le 9 novembre 2011 au Japon sous le label zetima, écrit et produit par Tsunku. Il atteint la 8e place du classement Oricon, et reste classé pendant trois semaines. Sa pochette représente les deux groupes ensemble, les membres de Cute posant en premier plan. Il sort également dans deux éditions limitées notées "A" (avec un DVD en supplément) et "B", et dans une édition limitée "Event V" (DVD) mise en vente lors de prestations du groupe, avec des pochettes différentes et des DVD mettant Cute en avant.
La chanson-titre est utilisée comme thème de fin du film d'horreur Ōsama Game dont les membres des deux groupes sont les vedettes ; elle figurera d'abord sur la compilation de fin d'année du Hello! Project Petit Best 12, puis sur l'album de Cute Dai Nana Shō Utsukushikutte Gomen ne de février 2012, ainsi que sur le huitième album de Berryz Kōbō. La chanson en "face B", Kirai de Kirai de Kirai, est uniquement interprétée par Cute. Une autre version du single dédiée à Berryz Kōbō sort le même jour, mais avec une "face B", des DVD et des pochettes différentes.

### Membres de C-ute
- Maimi Yajima
- Saki Nakajima
- Airi Suzuki
- Chisato Okai
- Mai Hagiwara

### Liste des titres
Single CD
1. Amazuppai Haru ni Sakura Saku (甘酸っぱい春にサクラサク?)
2. Kirai de Kirai de Kirai (嫌いで嫌いで嫌い?) (par Cute)
3. Amazuppai Haru ni Sakura Saku (Instrumental) (甘酸っぱい春にサクラサク...?)

DVD de l'édition limitée A
1. Amazuppai Haru ni Sakura Saku (Cute Ver.) (甘酸っぱい春にサクラサク) (℃-ute Ver.?)

DVD de l'édition Event V
1. Amazuppai Haru ni Sakura Saku (Yajima Maimi Solo ver.)
2. Amazuppai Haru ni Sakura Saku (Nakajima Saki Solo ver.)
3. Amazuppai Haru ni Sakura Saku (Suzuki Airi Solo ver.)
4. Amazuppai Haru ni Sakura Saku (Okai Chisato Solo ver.)
5. Amazuppai Haru ni Sakura Saku (Hagiwara Mai Solo ver.)